# Paul T. Chippindale
Paul Thomas Chippindale (* 15. August 1963 in Vancouver, British Columbia, Kanada) ist ein kanadisch-US-amerikanischer Herpetologe.

## Leben
Chippindale zog 1971 mit seiner Familie nach Ottawa, Ontario. Nach seinem Highschool-Abschluss im Jahr 1980, absolvierte ein er Bachelor-Studium an der Carleton University. Im Januar 1985 wechselte er an die University of Guelph und erhielt im Herbst 1986 den Bachelor of Science mit Auszeichnung in Biowissenschaften. Im Januar 1987 begann er ein Master-Studium über die Populationsgenetik von Fröschen unter der Leitung von Robert W. Murphy an der University of Toronto und der Abteilung für Ichthyologie und Herpetologie am Royal Ontario Museum, das er im März 1990 abschloss. Im September 1989 schrieb er sich in die Graduiertenschule der University of Texas at Austin ein, wo er unter der Leitung von David M. Hillis und James J. Bull mit der Dissertation Evolution, phylogeny, biogeography, and taxonomy of Central Texas spring and cave salamanders, Eurycea and Typhlomolge (Plethodontidae: Hemidactyliini) zum Ph.D. promoviert wurde. Im Oktober 1991 heiratete er Cynthia Dorothy Horkey. Von Januar 1995 bis August 1996 arbeitete er als Fakultätsassistent im Fachbereich Biologie der University of Texas at Arlington. Von September 1996 bis August 2002 war er Assistenzprofessor, von September 2002 bis August 2008 war er außerordentlicher Professor und seit August 2008 ist er ordentlicher Professor für Biologie an der University of Texas at Arlington.
Chippendale hat verschiedene Artikel in wissenschaftlichen Zeitschriften zu den Themen Systematik, Evolutionsbiologie, Labortechniken und Herpetologie veröffentlicht, darunter befinden sich die Erstbeschreibungen zu Eurycea chisholmensis, Eurycea naufragia, Eurycea sosorum, Eurycea tonkawae, Eurycea waterlooensis, Gonatodes rayito, zum Seram-Python (Simalia clastolepis), zum Tanimbar-Python (Simalia nauta) und zum Halmahera-Python (Simalia tracyae).